# Hitomi Katagiri
Hitomi Katagiri (geboren 24. Januar 1958 in Wakayama) ist eine japanische Opernsängerin der Stimmlagen Alt und Mezzosopran, die an ersten Häusern in Europa, Amerika und Japan auftrat.

## Leben und Werk
Hitomi Katagiri absolvierte ihre Gesangsausbildung in Osaka und in Wien. Am 2. Oktober 1985 debütierte sie an der Wiener Staatsoper, als Siegrune in Die Walküre, die erste von drei Walküren, die sie im Lauf ihrer Karriere übernahm. Sie sang im Haus am Ring auch eine der fünf Mägde in Elektra von Hugo von Hofmannsthal und Richard Strauss. Es war der Auftakt für eine Karriere in überwiegend kleinen Partien an bedeutenden Opernhäusern. Von 1984 bis 1987 war sie im Bayreuther Festspielchor verpflichtet, von 1988 bis 1892 wirkte sie alljährlich solistisch bei den Festspielen mit – als Stimme aus der Höhe in der Götz-Friedrich-Neuinszenierung des Parsifal mit James Levine am Pult und als Schwertleite in der Walküre. Sie übernahm Partien für Alt und tiefen dramatischen Mezzosopran in Opern von Richard Wagner, Giuseppe Verdi, Giacomo Puccini und Richard Strauss sowie aus dem französischen Repertoire. Sie gastierte in Monte Carlo, Brüssel, Köln, New York und Osaka. Am Grand Théâtre von Genf sang sie 1989 in Ravels L’enfant et les sortilèges und 1990 in Dukas’ Ariane et Barbe-Bleue. In einer konzertanten Aufführung der Götterdämmerung 1991 in Rom übernahm sie die Partie einer der Rheintöchter, die Floßhilde, und die 2. Norn. 1996 wurde sie an die Oper von Santiago de Chile eingeladen.
Als Konzertsängerin reichte ihr Repertoire vom Barock bis in die erste Hälfte des 20. Jahrhunderts. Sie sang Bach, Mozart, Beethoven, Verdi, Mahler und Schönberg. Sie brachte auch englische und französische Lieder zum Vortrag.

## Tondokumente
Es liegen fünf Gesamtaufnahmen von Opern Wagners und Puccinis vor:
- Wagner: Die Walküre, Mitschnitt von den Bayreuther Festspielen; Dirigent: Daniel Barenboim – Schwertleite
- Wagner: Die Walküre, Mitschnitt mit dem Orchester der Accademia di Santa Cecilia; Dirigent: Giuseppe Sinopoli – Rossweiße
- Wagner: Parsifal, Mitschnitt von den Bayreuther Festspielen; Dirigent: James Levine – Stimme aus der Höhe (Altsolo)
- Wagner: Parsifal, Metropolitan Opera (New York); Dirigent: James Levine – Stimme aus der Höhe (Altsolo)
- Puccini: Madama Butterfly